# Орден Людовита Штура
Орден Людовита Штура (словац. Rad Ľudovíta Štúra) — державна нагорода Словаччини. Третя після Ордена Подвійного білого хреста і Ордена Андрія Глінки головна нагорода Словацької республіки (друга головна нагорода, призначена виключно для громадян Республіки).
Орден був заснований Законом № 37/1994 від 2 лютого 1994 року.
Носить ім'я Людовита Велислава Штура (1815—1856), ідеолога словацького національного відродження XIX століття.

## Підстави для нагородження
Орденом нагороджуються громадяни Словаччини за видатний внесок в розвиток демократії, захист прав і свобод людини, розвиток обороноздатності і безпеки Словацької Республіки, за значний внесок у розвиток політики, економіки та управління, за досягнення в науці і техніці, освіті, культурі, мистецтві, спорті, місцеве самоврядування і за популяризацію доброго імені Словацької Республіки за кордоном.
Кожен Президент Словацької Республіки є кавалером ордена Людовіта Штура першого класу.

## Класи ордена
Орден має цивільну та військову категорії, які діляться на три класи. Вищий — І клас.
| I клас | II клас | III клас |

Серед нагороджених військовим Орденом Людовита Штура I класу:
- Рудольф Вієст
- Ян Голіан
- Іван Белла

Серед нагороджених цивільним Орденом Людовіта Штура I класу:
- Александер Дубчек
- Мілан Руфус
- Іван Гашпарович
- Міхал Ковач
- Ян Хризостом Корець
- Домінік Грушовський
- Любор Кресак
- Міхал Мартікан
- Мілослав Мечирж
- Ян Поплугар
- Еуген Сухонь
- Естер Шимерова-Мартинчекова
- Петер Штястний